# بيت الذاكرة

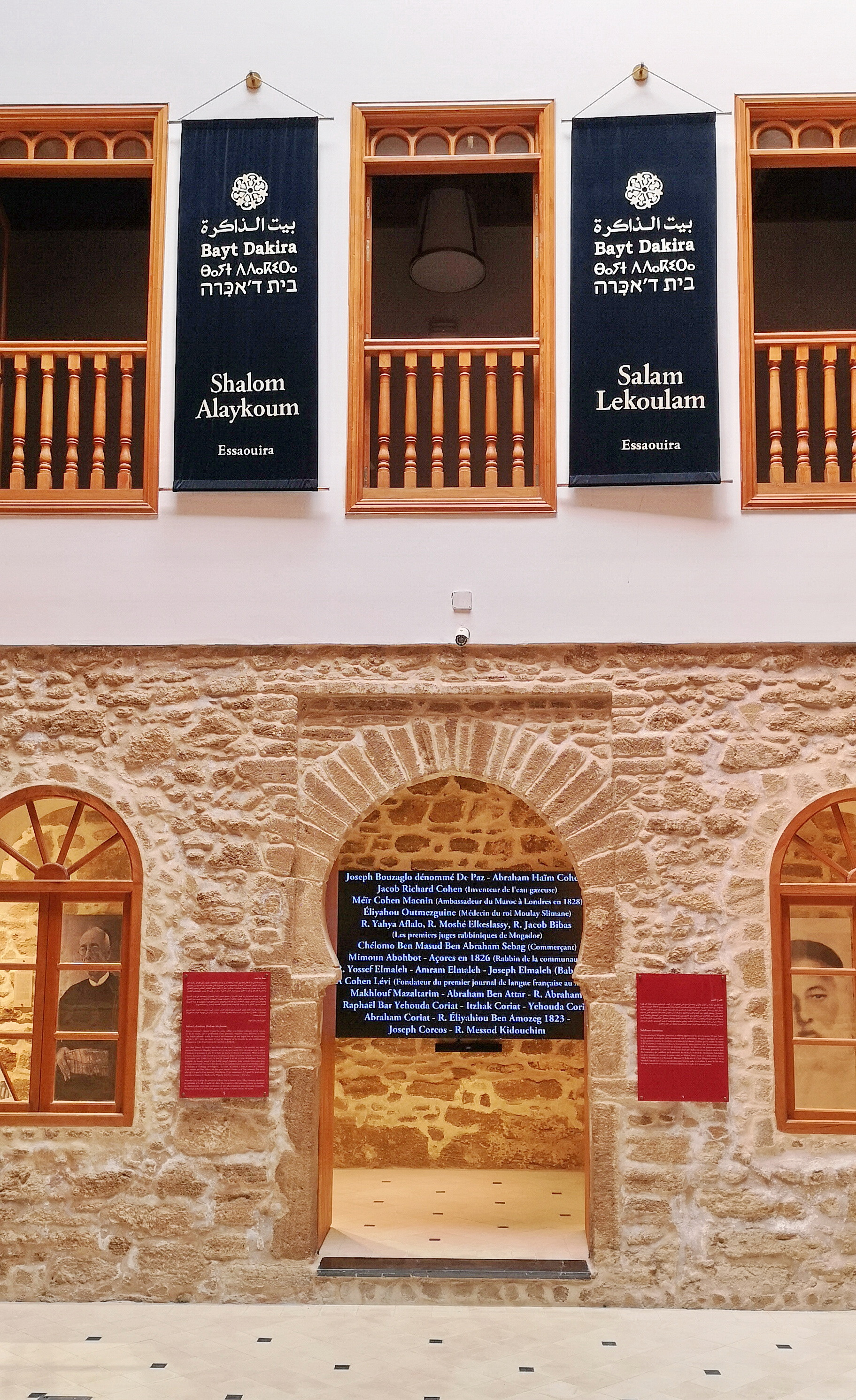
بيتُ الذاكرة

بيتُ الذاكرة هو بيت لأحد أثرياء مدينة الصويرة، التاجر اليهودي سيمون عطية و يوجد بحي القصبة القديمة بالصويرة .توفي صاحبه في ليبيريا فتم نقل جثمانه إلى بريطانيا. و قد أرادت زوجته تخليد اسم زوجها فبنت كنيسا شبيها بكنيس يهودي متواجد ببريطانيا حيث أحضرت أمهر الحرفيين والصناع إلى المغرب .بعد سنوات طال الاهمال مقر بيت الذاكرة فجاءت فكرة ترميمه من قبل السيد أندريه أزولاي مستشار جلالة الملك محمد السادس و رئيس جمعية الصويرة موݣادور بتعاون مع وزارة الثقافة ليصبح بيت الذاكرة رمزا لصيانة الذاكرة اليهودية بالمغرب ورمزا للتعدد الثقافي ب، المغرب.
يحتوي بيت الذاكرة، بعد ترميمه، كنيس «صلاة عطية» ودار الذاكرة والتاريخ بيت الذاكرة، والمركز الدولي للبحث حاييم وسيليا الزعفراني حول تاريخ العلاقات بين اليهودية والإسلام.

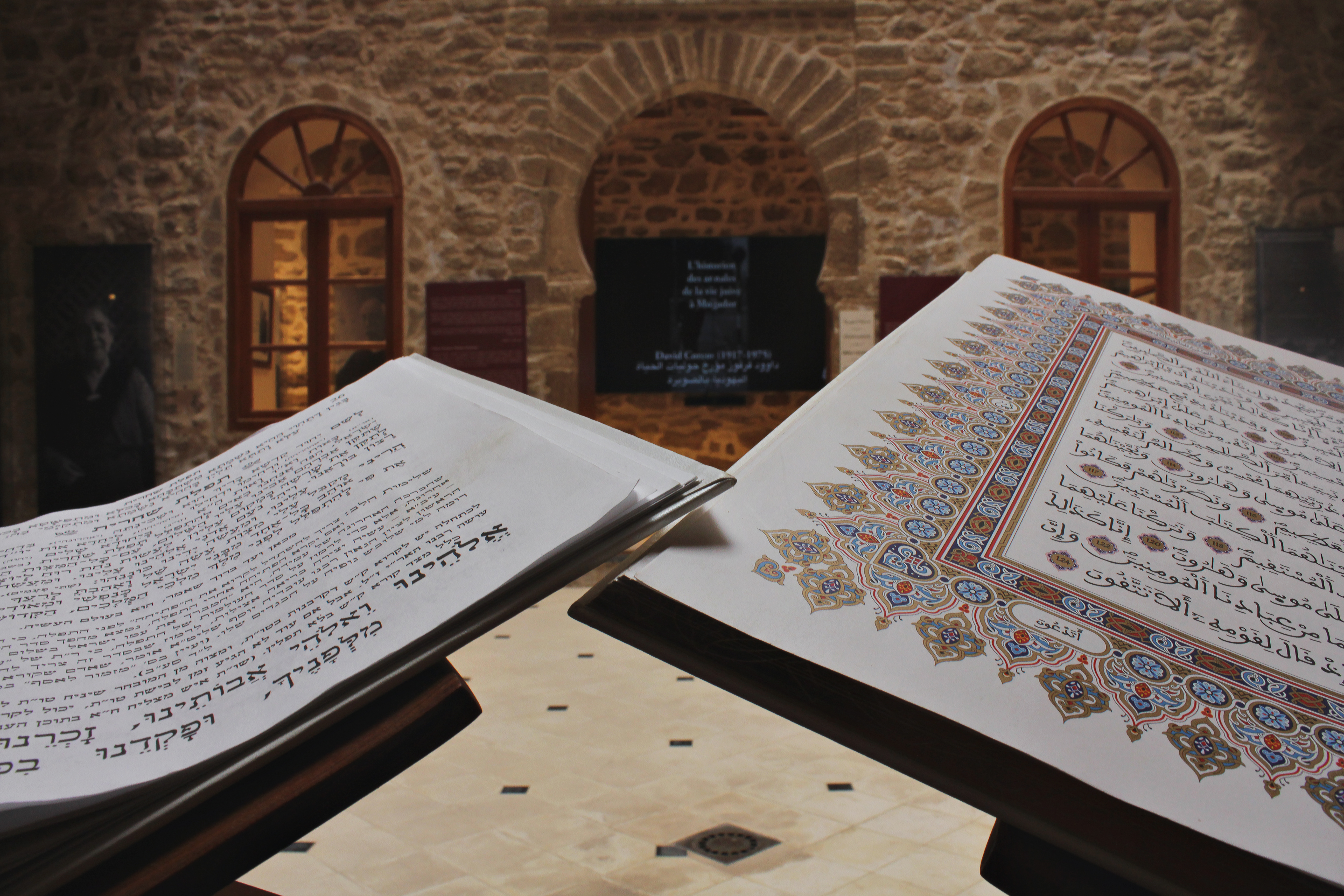
القرآن و التوراة جنبا إلى جنب